# Arena Jaraguá
Arena Jaraguá – brazylijska hala sportowo-widowiskowa położona w Jaraguá do Sul. Została otwarta w 2007. Jest głównie wykorzystywana do meczów halowej piłki nożnej oraz siatkówki. Mecze na nim rozgrywa lokalny klub Associação Desportiva Jaraguá. Hala może pomieścić 15 000 widzów.